# دریاچه سر پونسون
دریاچه سر پونسون (به فرانسوی: Lac de Serre-Ponçon) ، دریاچه مصنوعی که پس ساختن سد بر روی رودخانه دورانس ایجاد شده است . دریاچه سر پونسون جزئی پارک ملی اکارینز که در منطقه آلپ روآن ، فرانسه است . 

## شهرها اطراف دریاچه
- لا سوزه دو لاک در جنوب دریاچه قرار دارد .
- پونتیس در جنوب دریاچه قرار دارد .
- ساوین لی لاک در جنوب دریاچه قرار دارد .
- کو در جنوب دریاچه قرار دارد .
- باراتیر در جنوب دریاچه قرار دارد .
- امبرون در شرق دریاچه قرار دارد .
- پوی سانیر در شمال دریاچه قرار دارد .
- پورونیرز در شمال دریاچه قرار دارد .

## جاذبه‌های توریستی
- پل ساوین که ارتباط دهنده ساوین لی لاک با سنت آپولینر است .
- موزه پول اکس‌اکسیم
- پلاژ کومبت
- خدمات کیتسورفینگ
- پلاژ و کمپ برهنگی لاگارن
- پلاژ دو پلان او
- پلاژ نوتیک
- پلاژ برهنگی پینرونه
- پلاژ روستو
- پلاژ شاتولوب
- موزه دریاچه
- موزه خانه آب و انرژی
- باغ وحش سر پونسون
- پارک آبی سر پونسون
- پلاژ و کمپ برهنگی سر پونسون